# Kristjan Jaak Peterson
Kristjan Jaak Peterson eller Christian Jacob Petersohn (født 14. marts 1801 i Riga, død 4. august 1822 i Riga) var en estisk poet. 
Peterson regnes som en vigtig person i den estiske nationallitteratur og som grundlægger af moderne estisk poesi. Hans litterære karriere blev kort, da han døde af tuberkulose blot 21 år gammel. 
Efter, at Universitetet i Tartu blev genåbnet i 1802 og udelukkende med forelæsninger på tysk, var Peterson den første universitetsstudent, som påberåbte sig sit estiske ophav, og han bidrog derved til den estiske nationale bevisthedsopvågning.
Hans fader var Rigas estiske menigheds klokker og forsanger Kikka Jaak, oprindelig fra Viljandimaa, moderen Anna Elisabet Mikhailovna. Kristjan Jaak var familiens tredje barn. Han gik i skole på Riga Gouvernementgymnasium (estisk: Riia kubermangugümnaasium) og uddannedes i 1819–1820 ved Tartu Universitets religions- og filosofifakultet (Tartu Ülikooli usu- ja filosoofiateaduskond).
Han begyndte at skrive digte allerede i gymnasiet og offentliggjorde artikler om det estiske sprog i Johann Heinrich Rosenplänters tidsskrift "Beiträge zur genauern Kenntniss der ehstnischen Sprache". Han oversatte fra svensk til tysk Kristfrid Gananders "Mythologica Fennica"; forbedrede oversættelsen i "Finnische Mythologie", "Beiträge ..." XIV, 1822, en egen udgivelse i henhold til titelbladets oplysninger (1821) med formodede estiske materialer, og påvirkede Friedrich Robert Faehlmanns og Friedrich Reinhold Kreutzwalds opfattelse af estisk forhistoriske religion.
Han var yderst sprogkyndig, kunne mindst 16 sprog, herunder hebraisk, græsk, latin, fransk, engelsk, russisk, svensk, tysk, estisk formentlig tillige lettisk.
I hans levetid udkom kun et af hans tiltag: den tyske version af "Mythologia Fennica" af Kristfrid Ganander, en ordbog over finsk mytologi. Den svenske version af bogen var udkommet 1789, og Petersons oversættelse fik mange læsere både i Estland og i andre lande. Bogen blev en vigtig inspiration til en national estisk ideologi.
Tre af Petersons digte på tysk blev udgivet posthumt i 1823. Hans digtning på estisk blev først udgivet hundrede år efter hans død, i 1922.

## Modersmålsdag
Kristjan Jaak Petersons fødselsdato, den 14. marts, fejres i Estland som "modersmålsdag", der er blevet offentligt markeret siden 1999.